# Tatsuya Masushima
Tatsuya Masushima (jap. 増嶋 竜也, Masushima Tatsuya; * 22. April 1985 in der Präfektur Chiba) ist ein japanischer Fußballspieler.

## Karriere

### Verein
Masushima erlernte das Fußballspielen in der Schulmannschaft der Funabashi High School. Seinen ersten Vertrag unterschrieb er 2004 bei FC Tokyo. Der Verein spielte in der höchsten Liga des Landes, der J1 League. 2004 gewann er mit dem Verein den J.League Cup. 2007 wechselte er zum Ligakonkurrenten Ventforet Kofu. 2008 wechselte er zum Ligakonkurrenten Kyōto Sanga. Für den Verein absolvierte er 78 Erstligaspiele. 2011 wechselte er zum Ligakonkurrenten Kashiwa Reysol. Mit dem Verein wurde er 2011 japanischer Meister. Für den Verein absolvierte er 115 Erstligaspiele. 2017 wechselte er zum Ligakonkurrenten Vegalta Sendai, 2018 dann zum Zweitligisten JEF United Ichihara Chiba.

### Nationalmannschaft
Mit der japanischen Nationalmannschaft qualifizierte er sich für die Junioren-Fußballweltmeisterschaft 2005.

## Erfolge
FC Tokyo
- J.League Cup: 2004

Kashiwa Reysol
- J1 League: 2011

- J.League Cup: 2013

- Kaiserpokal: 2012

- Japanischer Supercup: 2012